# Partido Socialista Obrero Español
Der Partido Socialista Obrero Español (kurz PSOE [spanische Aussprache: [peˈsoe] ⓘ], deutsch Spanische Sozialistische Arbeiterpartei) ist eine Mitte-links stehende politische Partei in Spanien, die seit 1879 (unter dem jetzigen Namen seit 1888) besteht und damit die älteste Partei Spaniens ist. Der PSOE versteht sich heute als sozialdemokratische Partei.

## Geschichte

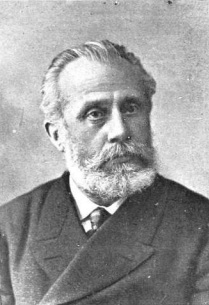
Pablo Iglesias Posse

Die Partei wurde am 2. Mai 1879 als Partido Socialista del Trabajo (Sozialistische Arbeitspartei) von Pablo Iglesias Posse gegründet und 1888 in Partido Socialista Obrero Español umbenannt. Eng mit dem PSOE verbunden war der 1888 ebenfalls von Pablo Iglesias gegründete Gewerkschaftsbund Unión General de Trabajadores (UGT). Die Sozialisten waren zunächst vor allem in Asturien, den Industrieregionen des Baskenlandes und in Madrid stark vertreten, während sie in den Industriegebieten Kataloniens kaum Einfluss besaßen.
1910 gelang den Sozialisten mit Pablo Iglesias erstmals der Einzug ins spanische Parlament. Allerdings blieb der parlamentarische Einfluss der PSOE bis 1923 aufgrund des geltenden Wahlrechts und von Manipulationen im Rahmen des Kazikentums gering.
1920 spaltete sich die Kommunistische Partei Spaniens (PCE) vom PSOE ab.
In der Zweiten Spanischen Republik wurde die Partei bei den Parlamentswahlen von 1931 mit 131 Abgeordneten zur stärksten Partei im Abgeordnetenhaus der Cortes und war von 1931 bis 1933 Teil der Regierungskoalition des linksliberalen Ministerpräsidenten Manuel Azaña. Im Jahre 1933 verlor diese Koalition die Parlamentswahlen gegen die konservative CEDA. Im Jahre 1934 beteiligten sich große Teile des PSOE und der UGT an dem Arbeiteraufstand in Asturien.
Im Jahre 1935 bildete die Partei zusammen mit Linksliberalen und Kommunisten die Volksfront (Frente Popular), die die Wahlen von 1936 gewann und die Regierung bildete. Während des Spanischen Bürgerkrieges zwischen der Volksfrontregierung und den aufständischen Militärs unter Francisco Franco stellte der PSOE mit Francisco Largo Caballero (1936–1937) und Juan Negrín (1937–1939) den Ministerpräsidenten der spanischen Republik.

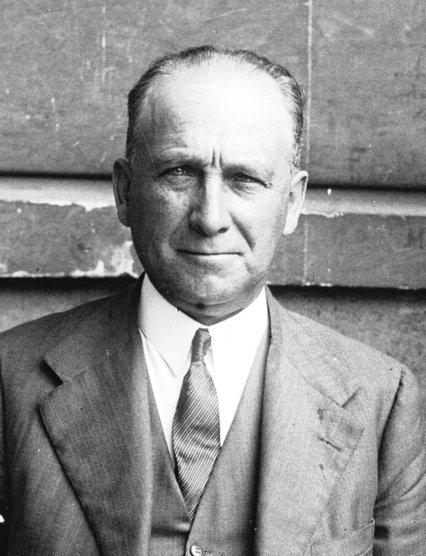
Francisco Largo Caballero

Während der Franco-Diktatur war die Partei verboten und agierte im Inland aus dem Untergrund. Die eigentlichen Aktivitäten der Partei verlagerten sich jedoch ins Exil. Die Parteizentrale wurde ins grenznahe Toulouse verlegt. Die anderen großen Exilzellen waren in Paris, Mexiko, Buenos Aires, Lüttich und der Schweiz.

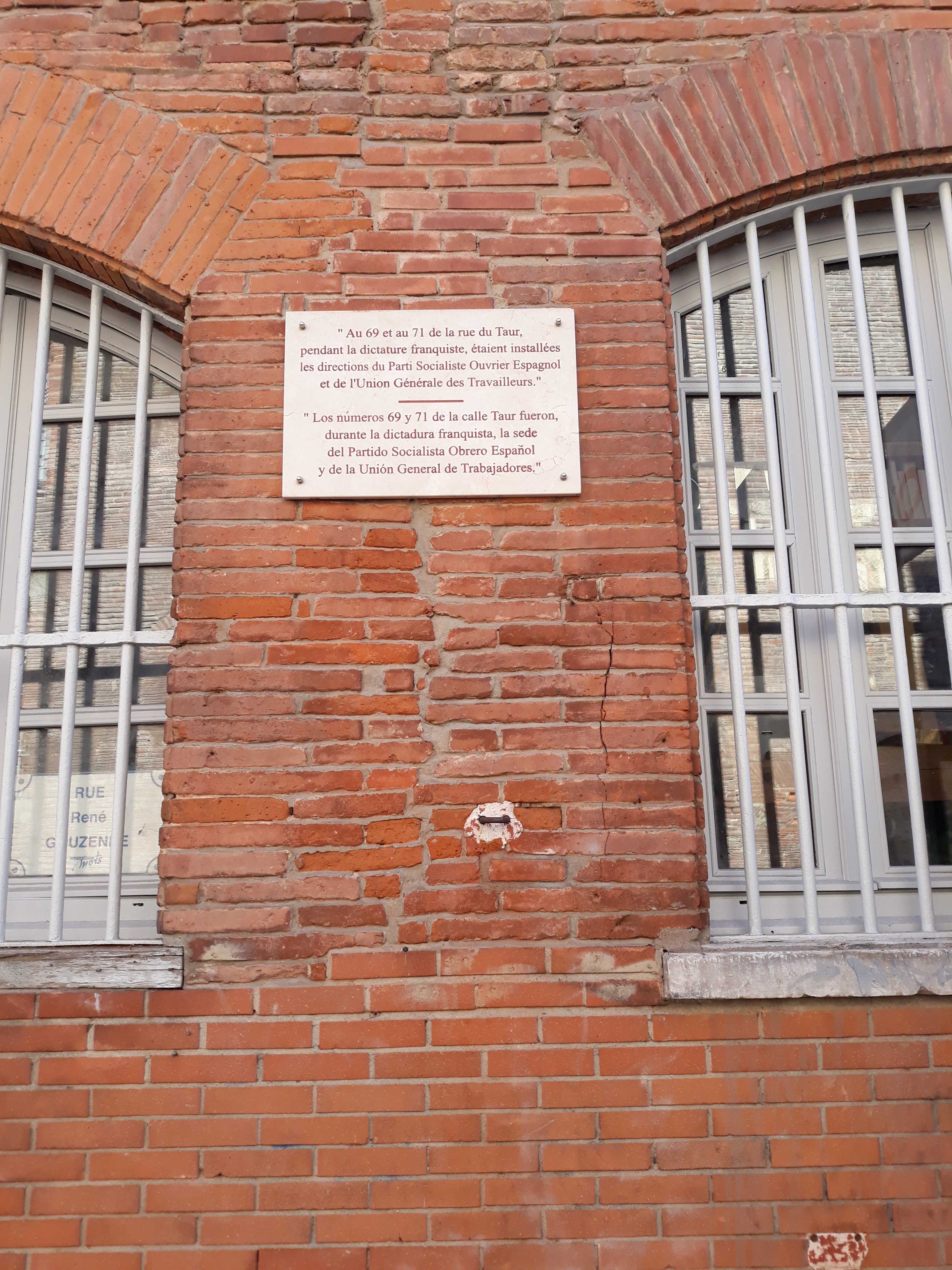
Sitz der Zentrale von PSOE und der Gewerkschaft UGT im französischen Exil in Toulouse, rue du Taur 69–71.

Im Jahr 1974 formierte sich die sozialistische Partei illegal unter dem Decknamen „Isidoro“ neu. Nach der Zulassung als demokratische Partei im Jahr 1976 wurde Felipe González Márquez Vorsitzender des PSOE. Im Jahr 1979 strich die Partei die Selbstdefinition als „marxistisch“ aus ihrem Parteiprogramm und entwickelte sich in die bis heute prägende politische Richtung. Die PSOE war damit sowohl einer weitgehend marktwirtschaftlichen Politik als auch der Verankerung Spaniens in der Europäischen Gemeinschaft verpflichtet.
Mit dem programmatischen Richtungswechsel von 1979 wurde die Partei mehrheitsfähig und etablierte sich als Alternative zu der bis dahin regierenden Unión de Centro Democrático (UCD) unter dem Ministerpräsidenten Adolfo Suárez, die ab 1980 eine schwere Regierungskrise erlitt und sich als Partei aufzulösen begann. Der unpopuläre Beitritt Spaniens zur NATO im Mai 1982 wurde schließlich zum entscheidenden Wahlkampfthema der Sozialisten für die Parlamentswahlen am 28. Oktober 1982. Durch die Ankündigung, ein Referendum durchzuführen, das den Wiederaustritt aus der NATO ermöglichen sollte, gelang es der Partei, die UCD in der Gunst der Wähler deutlich zu überholen und die absolute Mehrheit der Sitze zu erringen. Sie bildete die erste Regierung unter Ministerpräsident Felipe González, der bis 1996 ununterbrochen im Amt blieb.
Schon kurz nach den Wahlen änderten die Sozialisten allerdings ihre Haltung gegenüber der NATO, unter anderem aus taktischen Erwägungen, um nicht durch einen Austritt aus der NATO die Beitrittsverhandlungen mit der EG zu gefährden. Als nach deren erfolgreichem Abschluss und dem spanischen EG-Beitritt zum 1. Januar 1986 das vor der Wahl angekündigte Referendum doch noch durchgeführt wurde, warb der PSOE schließlich für einen Verbleib in der NATO, der auch mit großer Mehrheit von den Wählern angenommen wurde. Wenige Monate später gewannen die Sozialisten erneut die Parlamentswahlen und erreichten wiederum die absolute Mehrheit.
Während der folgenden Jahre vertrat die Partei eine liberale Wirtschaftspolitik in Verbindung mit sozialen Reformen. Bei den Wahlen 1989 konnten die Sozialisten noch einmal knapp die absolute Mehrheit verteidigen, ab 1993 stellten sie eine Minderheitsregierung. Mehrere Korruptionsskandale sowie die Verwicklung des Innenministeriums und hochrangiger PSOE-Mitglieder in den Skandal um die von Todesschwadronen der Grupos Antiterroristas de Liberación (GAL) in den 1980er Jahren verübten Morde an (vielfach nur vermeintlichen) Terroristen der ETA und baskisch-separatistischen Politikern führten zur Diskreditierung der Regierung. Bei den vorgezogenen Parlamentswahlen am 3. März 1996 errang PSOE 38,8 % der Stimmen und 141 der insgesamt 351 Sitze und verlor damit die langjährige Mehrheit an die konservative Partido Popular (PP), die von ehemaligen franquistischen Ministern gegründet worden war und im demokratischen Parteiensystem lange eine marginale Rolle gespielt hatte. Im Jahr 1997 ging der Parteivorsitz an Joaquín Almunia über und im Juli 2000 übernahm José Luis Zapatero das Amt.
In den kurz nach den Madrider Zuganschlägen stattfindenden spanischen Parlamentswahlen vom 14. März 2004 konnte die Partei überraschend die Mehrheit mit ihrem Spitzenkandidaten José Luis Rodríguez Zapatero zurückgewinnen (42,6 %, 164 Sitze). Nach acht Jahren in der Opposition war PSOE damit wiederum in der Lage, eine Minderheitsregierung zu bilden, die von der linksgerichteten Izquierda Unida (IU) und den katalanischen Linksnationalisten Esquerra Republicana de Catalunya (ERC) sowie anderen Regionalparteien gestützt wurde. Am 16. April 2004 wurde Zapatero vom spanischen Parlament zum Ministerpräsidenten gewählt und einen Tag später von König Juan Carlos I. vereidigt.
Die Legislaturperiode 2004–2008 war außenpolitisch durch den Abzug der spanischen Truppen aus dem Irak und eine Verschlechterung der Beziehungen zu den USA geprägt. Zugleich intensivierte die neue Regierung die Bemühungen um Fortschritte der europäischen Integration; im spanischen Referendum zum EU-Verfassungsvertrag setzte sich der PSOE erfolgreich für ein Ja ein. Innenpolitisch führte die Regierung Zapatero gesellschaftliche Reformen durch, darunter die Einführung der gleichgeschlechtlichen Ehe und des Vaterschaftsurlaubs sowie die Legalisierung des Aufenthaltsstatus illegaler Einwanderer. Außerdem kam es zu Reformen der Autonomiestatute, mit denen die autonomen Gemeinschaften gestärkt wurden, und zu – erfolglosen – Friedensverhandlungen mit der baskischen Terrororganisation ETA. Dies führte zu heftigen Konflikten mit dem PP, aber zu einer Annäherung zwischen dem PSOE und den Regionalparteien wie dem baskischen PNV, der katalanischen CiU oder dem galicischen BNG.
Bei den Parlamentswahlen von 2008 verzeichneten die Sozialisten leichte Gewinne und trugen erneut einen Sieg davon. Die folgenden Monate waren vom Kampf gegen die weltweite Finanzkrise geprägt, die die spanische Immobilienwirtschaft hart getroffen hatte. Daneben setzt sich der PSOE für weitere gesellschaftliche Reformen ein, etwa für ein umfassendes Ausländerwahlrecht.
Bei den vorgezogenen Parlamentswahlen am 20. November 2011 trat Alfredo Pérez Rubalcaba als Spitzenkandidat an. PSOE gewann nur 110 von 330 Sitzen, erhielt damit das schlechteste Ergebnis seit 1979 und ging in die Opposition. Rubalcaba übernahm im Februar 2012 von Zapatero das Amt des Generalsekretärs der Partei, wobei er sich auf dem 38. Parteitag knapp gegen seine Mitbewerberin Carme Chacón durchsetzte. Nach der für die zwei Volksparteien des Landes desaströs verlaufenen Europawahl 2014, die das Ende des Zweiparteiensystems in Spanien andeutete und die Partei fast die Hälfte ihrer Stimmen kostete, wurde im Juli 2014 der bis dahin weitgehend unbekannte Pedro Sánchez mit Unterstützung der andalusischen Ministerpräsidentin Susana Díaz, die damit die Wahl Eduardo Madinas verhindern wollte, zum Generalsekretär der Partei gewählt.
Nachdem infolge der Parlamentswahl 2015, die für beide Volksparteien schlecht verlaufen war und dem PSOE nur noch 90 Sitze einbrachte, Verhandlungen über die Bildung einer Linksregierung mit Podemos und Izquierda Unida unter Tolerierung nationalistischer Kleinparteien oder einer stabilen Mitte-links-Regierung mit den bürgerlichen Ciudadanos und Podemos gescheitert waren und eine Große Koalition mit dem durch Korruptionsskandale belasteten Partido Popular ausgeschlossen worden war, kam es im folgenden Jahr erstmals in der spanischen Geschichte ohne Regierungsbildung zu einer frühzeitigen Neuwahl. Nach dem nahezu unveränderten Ergebnis für die Sozialisten im Juni und dem schlechten Abschneiden bei den Regionalwahlen im Baskenland und in Galicien vom 25. September 2016 verstärkte sich die innerparteiliche Kritik an Sánchez, der die Ermöglichung einer konservativen Regierung durch seine Partei, wie zuvor auch von seinen Rivalen mitbeschlossen, weiter ablehnte und ernsthafte Verhandlungen über eine Linksregierung anstrebte, was jedoch beim rechten Parteiflügel und den sogenannten „Baronen“ (langjährige, verdiente Mitglieder) auf heftigen Widerstand stieß.
17 als Rebellen bezeichnete Mitglieder des Parteivorstands erklärten daraufhin ihren Rücktritt, um Sánchez zum Rücktritt zu zwingen. Als dieser aber an seinem Amt festhielt und am 1. Oktober 2016 eine Sitzung des 253 Mitglieder starken Parteirats (comité federal) einberief, um einen Parteitag zur Neuwahl des Generalsekretärs anzusetzen, erlitt Sánchez in der turbulent geführten Abstimmung darüber mit 107 zu 132 Stimmen eine Niederlage, worauf er vom Posten des Generalsekretärs zurücktrat. Diese Vorgänge, welche die Partei, von Mitgliederprotesten an der Basis begleitet, in zwei Lager spalteten, von einigen Beobachtern als Putsch bezeichnet wurden und in denen als treibende Kraft gegen Sánchez die andalusische Ministerpräsidentin Susana Díaz galt, wurden als die größte Krise der Parteihistorie mindestens seit dem Spanischen Bürgerkrieg angesehen.

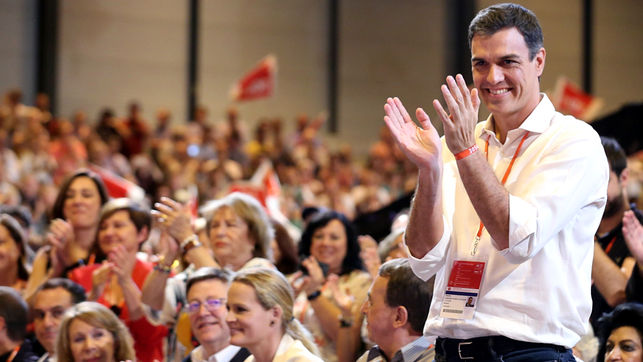
Pedro Sánchez nach seiner Wiederwahl zum Generalsekretär auf dem 39. Parteikongress im Juni 2017

Nach Sánchez’ Rücktritt wurde die Partei von Oktober 2016 bis Mai 2017 von einem zehnköpfigen geschäftsführenden Ausschuss (comisión gestora), einer Art Notvorstand, geleitet, deren Vorsitzender der Ministerpräsident der Region Asturien, Javier Fernández, war. Der Ausschuss setzte im Parteirat, wie erwartet, mit 139 zu 96 Stimmen eine Enthaltung beim nächsten Wahlgang zum Spanischen Ministerpräsidenten durch, um damit eine konservative Minderheitsregierung zu ermöglichen. Den Abgeordneten, die dennoch gegen Rajoy stimmen würden, – es waren schließlich 15 – sowie der immer noch geschlossen gegen Rajoy stehenden Katalanischen Schwesterpartei wurde mit dem Parteiausschluss gedroht; im Endeffekt erhielten diese Abgeordneten Geldstrafen und 5 wurden in Parlamentsgremien degradiert. Die Schwesterparteien setzten eine Kommission ein, die ihre Beziehungen zueinander untersuchen sollte.
Die Urwahl des neuen Generalsekretärs durch die Mitglieder fand am 21. Mai 2017 statt. In ihr setzte sich der im Oktober 2016 zurückgetretene Pedro Sánchez mit knapp der Hälfte der abgegebenen Stimmen gegen seine Mitbewerber Susana Díaz und Patxi López durch.

### Generalsekretäre seit 1974
| 1974–1997       | Felipe González Márquez      | spanischer Ministerpräsident 1982–1996 |  |
| 1997–2000       | Joaquín Almunia Amann        |                                        |  |
| 2000–2012       | José Luis Rodríguez Zapatero | spanischer Ministerpräsident 2004–2011 |  |
| 2012–2014       | Alfredo Pérez Rubalcaba      |                                        |  |
| 2014–2016 2017– | Pedro Sánchez Pérez-Castejón | spanischer Ministerpräsident seit 2018 |  |

## Gliederung
Der PSOE gliedert sich in 18 regionale Verbände (federaciones autonómicas), die in 16 (von 17) Autonomen Gemeinschaften Spaniens sowie in den beiden Autonomen Städten Melilla und Ceuta bestehen. Außerdem gibt es einen Europäischen Auslandsverband (PSOE Europa). In Katalonien existiert eine eigenständige sozialistische Partei.
Die Namen der Regionalverbände lauten (ggf. in der jeweiligen Regionalsprache):
- Andalusien: Partido Socialista Obrero Español de Andalucía (PSOE-A)
- Aragonien: Partido de los Socialistas de Aragón-PSOE (PSA-PSOE)
- Asturien: Federación Socialista Asturiana (FSA-PSOE)
- Balearische Inseln: Partit dels Socialistes de les Illes Balears (PSIB-PSOE)
- Baskenland: Partido Socialista de Euskadi-Euskadiko Ezkerra (PSE-EE-PSOE)
- Ceuta: Partido Socialista de Ceuta (PSCe-PSOE)
- Extremadura: Partido Socialista Obrero Español de Extremadura (PSOE Extremadura)
- Galicien: Partido dos Socialistas de Galicia (PSdeG-PSOE)
- Kanarische Inseln: Partido Socialista Canario (PSC-PSOE)
- Kantabrien: Partido Socialista de Cantabria (PSC-PSOE)
- Kastilien-La Mancha: Partido Socialista de Castilla-La Mancha PSOE (PSCM-PSOE)
- Kastilien und León: Partido Socialista de Castilla y León (PSCyL-PSOE)
- La Rioja: Partido Socialista de La Rioja (PSLR-PSOE)
- Madrid: Partido Socialista de Madrid (PSM-PSOE)
- Melilla: Partido Socialista de Melilla (PSMe-PSOE)
- Murcia: Partido Socialista de la Región de Murcia (PSRM-PSOE)
- Navarra: Nafarroako Alderdi Sozialista / Partido Socialista de Navarra (PSN)
- Valencia: Partit Socialista del País Valencià (PSPV-PSOE)

Auslandsorganisation Europa
- PSOE Europa (PSOE Europa)

Schwesterpartei:
- Katalonien: Partit dels Socialistes de Catalunya (PSC)

Der Partit dels Socialistes de Catalunya (PSC) in der Autonomen Gemeinschaft Katalonien ist eine formal selbstständige Schwesterpartei des PSOE. Ähnlich wie beispielsweise CDU und CSU in Deutschland bilden beide Parteien im spanischen Abgeordnetenhaus eine gemeinsame Gruppe (Fraktionsgemeinschaft). Anders als die bayerischen Christsozialen mit der CDU ist der PSC jedoch mit dem PSOE statutär assoziiert und entsendet Vertreter in die sozialistischen Parteigremien auf gesamtspanischer Ebene.

## Organe auf nationaler Ebene
Höchstes Organ des PSOE ist der Parteitag (congreso federal). Regulär finden Parteitage alle drei oder vier Jahre statt. Die Einberufung erfolgt durch den Parteirat (comité federal). Mit der Einberufung eines regulären Parteitags (oder eines außerordentlichen Parteitags, dessen Gegenstand vorgezogene Vorstandswahlen sind) beginnt der Prozess der Wahl des Generalsekretärs (secretario general), der noch vor dem Parteitag in einer Urwahl aller Mitglieder gewählt wird. Um für das Amt des Generalsekretärs kandidieren zu können, muss der Bewerber die Unterstützungsunterschriften von 5 % der Parteimitglieder beibringen. Zum Generalsekretär gewählt ist, auf wen in der Urwahl die meisten Stimmen entfallen. Gibt es nur einen Kandidaten, findet keine Wahl statt, sondern dieser wird automatisch Generalsekretär.
Die Delegierten des Parteitags werden ganz überwiegend von den territorialen Parteigliederungen gewählt. Hinzu kommen eine Delegation der Jugendorganisation JSE (2 % aller Parteitagsdelegierten) und kleinere Delegationen der „Sektororganisationen“ (organicaciones sectoriales), in denen verschiedene Interessen- und Berufssparten innerhalb der Partei organisiert sind. Zurzeit existieren sechs Sektororganisationen, die sich jeweils mit einem bestimmten Politikfeld befassen. Jedes Parteimitglied kann sich zur Mitarbeit in einer Sektororganisation registrieren lassen.
Das politische Leitungsgremium ist der Parteivorstand (comisión ejecutiva federal). Dessen bedeutendstes Mitglied ist der in Urwahl gewählte Generalsekretär, der eine Art Richtlinienkompetenz besitzt und die Partei politisch vertritt. Die restlichen Mitglieder des Parteivorstands werden vom Parteitag auf Vorschlag des Generalsekretärs gewählt. Dabei handelt es sich um den Parteivorsitzenden (presidente), der aber lediglich eine repräsentative Funktion hat, 25 Sekretäre (secretarios) und 11 Beisitzer. Einer der Sekretäre (secretario de organización) hat die Rolle eines Parteigeschäftsführers und -sprechers. Die übrigen Sekretäre sind jeweils für bestimmte Politikfelder zuständig.
Höchstes Beschlussgremium zwischen den Parteitagen ist das comité federal, mit zurzeit etwa 300 Mitgliedern, von denen 110 vom Parteitag gewählt werden. Hinzu kommen Delegierte der Regionalgliederungen sowie eine Anzahl von „geborenen“ Mitgliedern (z. B. die Mitglieder der comisión ejecutiva federal, die Generalsekretäre der Regionalgliederungen und die Fraktionsvorsitzenden im Abgeordnetenhaus und im Senat).

## Wahlergebnisse
| Jahr | Region              | Stimmen   | Anteil | Mandate | Platz |
| ---- | ------------------- | --------- | ------ | ------- | ----- |
| 2018 | Andalusien          | 1.010.889 | 28,9 % | 33/109  | 1.    |
| 2019 | Aragonien           | 206.400   | 30,8 % | 24/67   | 1.    |
| 2019 | Asturien            | 187.462   | 35,3 % | 20/45   | 1.    |
| 2019 | Balearen            | 117.480   | 27,4 % | 19/59   | 1.    |
| 2020 | Baskenland          | 122.248   | 13,5 % | 10/75   | 3.    |
| 2019 | Ceuta               | 8.658     | 25,6 % | 7/25    | 2.    |
| 2019 | Extremadura         | 287.619   | 46,8 % | 34/65   | 1.    |
| 2020 | Galicien            | 253.750   | 19,4 % | 14/75   | 3.    |
| 2019 | Kanaren             | 258.255   | 28,9 % | 25/70   | 1.    |
| 2019 | Kantabrien          | 57.383    | 17,6 % | 7/35    | 3.    |
| 2019 | Kastilien-La Mancha | 476.469   | 44,1 % | 19/33   | 1.    |
| 2022 | Kastilien-León      | 362.304   | 30,1 % | 28/81   | 2.    |
| 2021 | Katalonien          | 654.766   | 23,0 % | 33/135  | 1.    |
| 2019 | La Rioja            | 63.068    | 38,7 % | 15/33   | 1.    |
| 2021 | Madrid              | 612.622   | 16,8 % | 24/136  | 3.    |
| 2019 | Melilla             | 4.928     | 14,4 % | 4/25    | 3.    |
| 2019 | Murcia              | 212.600   | 32,5 % | 17/45   | 1.    |
| 2019 | Navarra             | 71.838    | 20,6 % | 11/50   | 2.    |
| 2019 | Valencia            | 643.909   | 24,2 % | 27/99   | 1.    |

| Jahr        | Stimmen    | Anteil | Mandate | Platz |
| ----------- | ---------- | ------ | ------- | ----- |
| 1977        | 5.371.866  | 29,3 % | 118/350 | 2.    |
| 1979        | 5.469.813  | 30,4 % | 121/350 | 2.    |
| 1982        | 10.127.392 | 48,1 % | 202/350 | 1.    |
| 1986        | 8.901.718  | 44,1 % | 184/350 | 1.    |
| 1989        | 8.115.568  | 39,6 % | 175/350 | 1.    |
| 1993        | 9.150.083  | 38,8 % | 159/350 | 1.    |
| 1996        | 9.425.678  | 37,6 % | 141/350 | 2.    |
| 2000        | 7.918.752  | 34,2 % | 125/350 | 2.    |
| 2004        | 11.026.163 | 42,6 % | 164/350 | 1.    |
| 2008        | 11.289.335 | 43,9 % | 169/350 | 1.    |
| 2011        | 7.003.511  | 28,8 % | 110/350 | 2.    |
| 2015        | 5.545.315  | 22,0 % | 90/350  | 2.    |
| 2016        | 5.443.846  | 22,6 % | 85/350  | 2.    |
| 2019 (Apr.) | 7.513.142  | 28,7 % | 123/350 | 1.    |
| 2019 (Nov.) | 6.792.199  | 28,0 % | 120/350 | 1.    |

| Jahr | Stimmen   | Anteil | Mandate | Platz |
| ---- | --------- | ------ | ------- | ----- |
| 1987 | 7.522.706 | 39,1 % | 28/60   | 1.    |
| 1989 | 6.275.552 | 39,6 % | 27/60   | 1.    |
| 1994 | 5.719.707 | 30,8 % | 22/64   | 2.    |
| 1999 | 7.477.823 | 35,3 % | 24/64   | 2.    |
| 2004 | 6.741.112 | 42,5 % | 25/54   | 1.    |
| 2009 | 6.141.784 | 38,8 % | 23/54   | 2.    |
| 2014 | 3.614.232 | 23,0 % | 14/54   | 2.    |
| 2019 | 7.369.789 | 32,9 % | 21/59   | 1.    |

## Ferraz

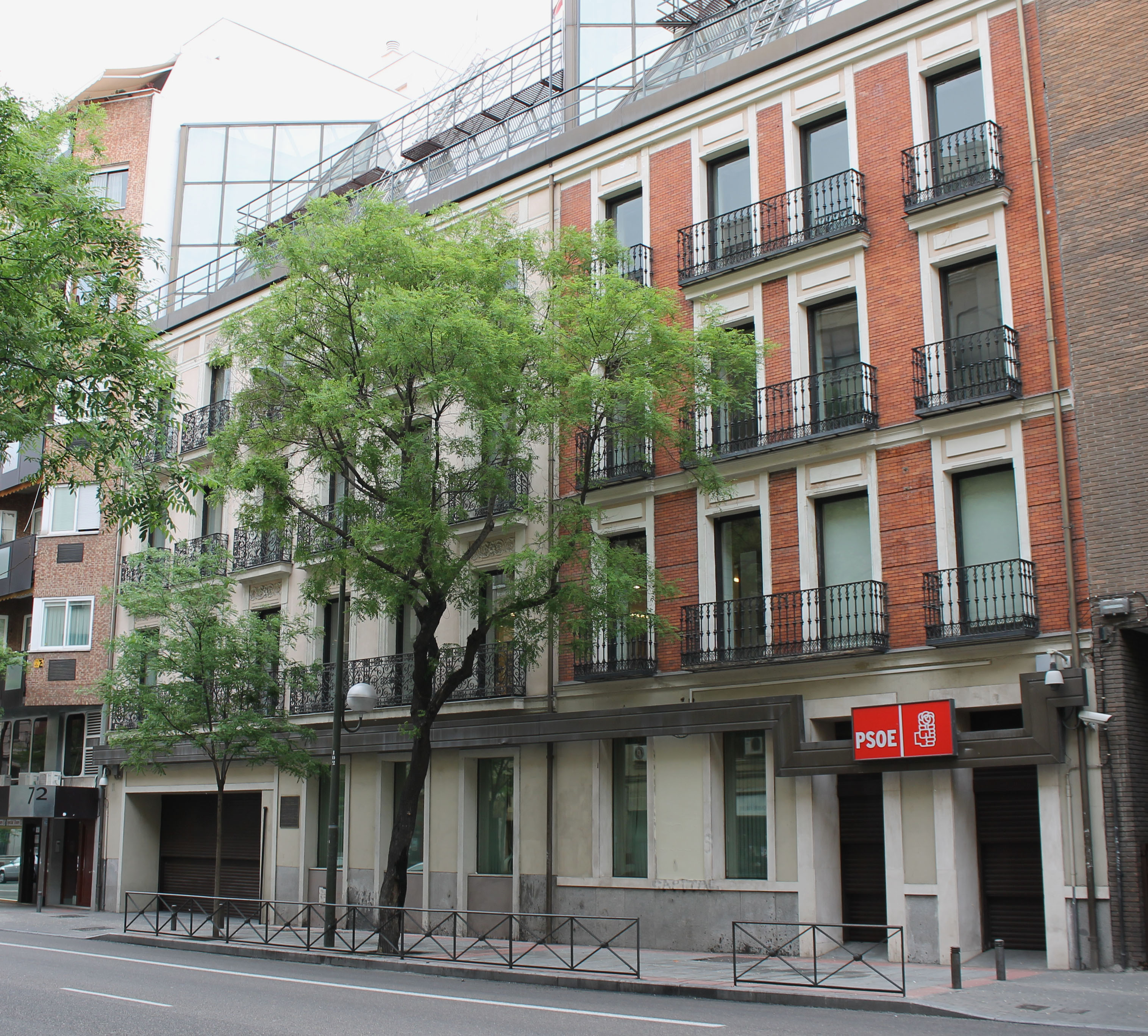
Parteizentrale in der Calle Ferraz

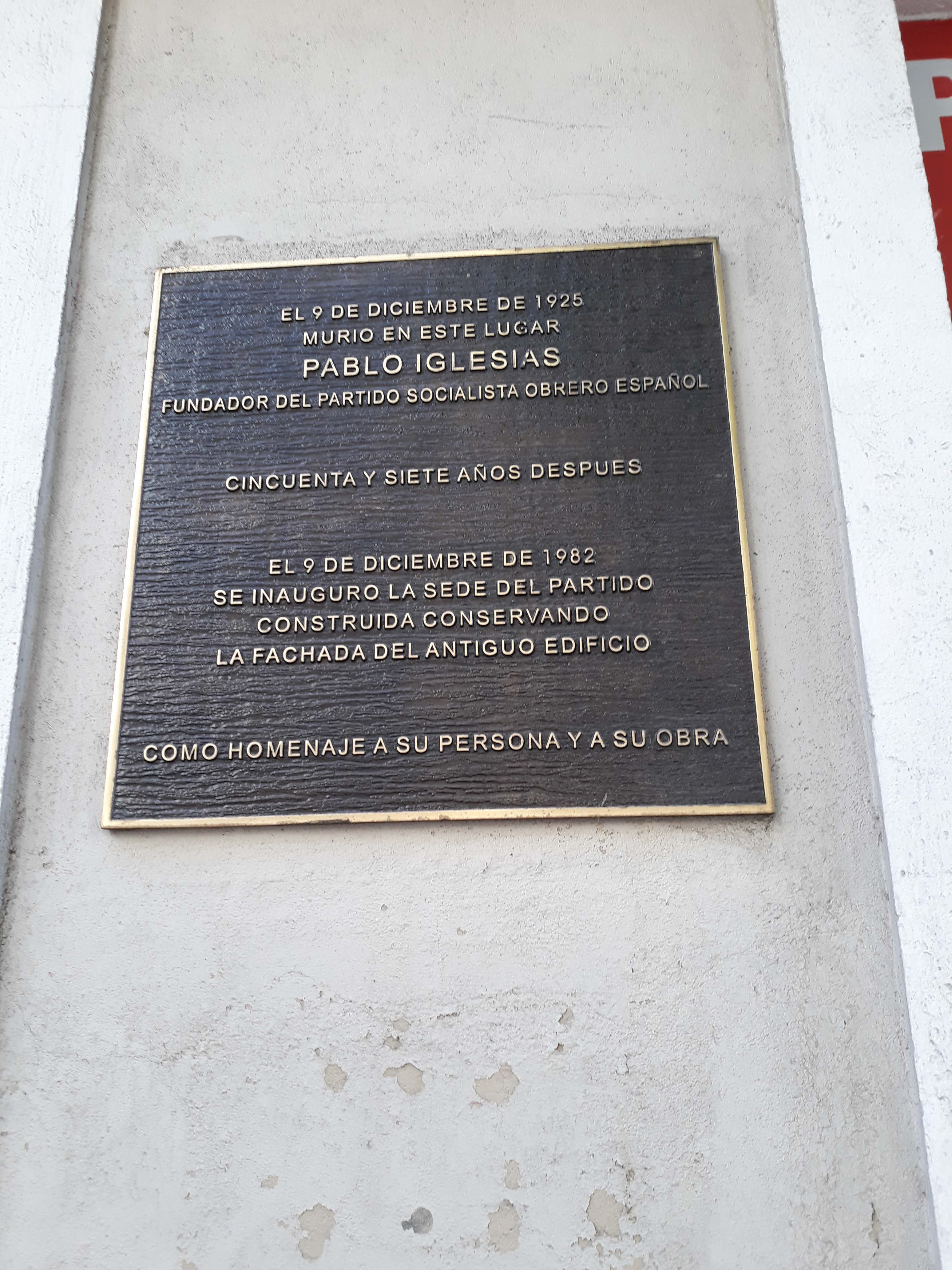
Gedenktafel für Pablo Iglesias an der Parteizentrale in der Calle Ferraz.

Der Sitz der Partei befindet sich seit 1983 in dem Gebäude in der Calle Ferraz Nr. 70 in Madrid. An dieser Stelle befand sich das Wohnhaus des Parteigründers Pablo Iglesias. In den spanischen Medien werden die Parteigremien, der Parteiapparat oder auch die Partei als solche manchmal kurz mit „Ferraz“ betitelt.